# Chaetodipterus faber
La paguara (Chaetodipterus faber) o también conocida como paguala del Atlántico o paguala común es una especie de pez marino con aletas radiadas perteneciente a la familia Ephippidae. Es el símbolo de los Acuarios de Carolina del Norte.

## Descripción
El cuerpo en forma de disco es muy profundo y comprimido, y el hocico es romo. Hay 9 espinas dorsales y 21-24 radios dorsales blandos, y hay 3 espinas anales y 17-19 radios anales. Las segundas aletas dorsal y anal de los adultos tienen lóbulos anteriores largos y arrastrados, lo que les da una apariencia de "pez ángel". El cuerpo es de color plateado con bandas verticales negras irregulares que se desvanecen gradualmente con la edad. Hay 4-6 bandas verticales negras en cada lado, la primera atraviesa el ojo y la última atraviesa el pedúnculo caudal.
La boca es pequeña, con el maxilar de los adultos terminando debajo de las fosas nasales. Los dientes son pequeños y parecidos a cepillos, y no hay dientes en el techo de la boca. La cabeza y las aletas están cubiertas de escamas ctenoides. Los especímenes pesan comúnmente de 3 a 10 libras (1,4 a 4,5 kg), Su longitud máxima es de unas 36 pulgadas (91 cm). aunque se han registrado individuos de hasta 20 libras (9,1 kg).

### Dieta
La paguara se alimenta de pequeños invertebrados bénticos, incluidos crustáceos, moluscos, anélidos y cnidarios. También se alimentan de plancton en la columna de agua.